# Луи Мартинетти, «человек-змея»
«Луи Мартинетти, „человек-змея“» (англ. Luis Martinetti, Contortionist) — американский короткометражный фильм Уильяма Диксона. Фильм был снят 11 октября 1894 года на студии Edison Manufacturing Company в Вест-Ориндж, штат Нью-Джерси.

## Сюжет
Фильм показывает акробата Луиса Мартинетти, который висит на акробатических кольцах и выполняет различные трюки в течение около тридцати секунд.

## В ролях
| Актёр           | Роль |
| --------------- | ---- |
| Луис Мартинетти |      |